# سانداتی
سانداتی (به انگلیسی: Saundatti) یک منطقهٔ مسکونی در هند است که در بخش بلاگاوی واقع شده‌است. سانداتی ۱۶ کیلومتر مربع مساحت و ۳۸٬۱۵۵ نفر جمعیت دارد و ۶۱۰ متر بالاتر از سطح دریا واقع شده‌است.